# Felipe Gedoz
Felipe Gedoz da Conceição (Muçum, Río Grande do Sul, 12 de julio de 1993) es un futbolista brasileño que juega como centrocampista en el Castanhal E. C. del Campeonato Brasileño de Serie D de Brasil.

## Trayectoria
Se inició en el equipo sub-20 de Juventude de Caxias do Sul, llegó a prueba a Uruguay gracias a su compatriota Eliomar, que jugó dos años en Defensor, de hecho Eliomar jugó en Guaraní, mismo club que él antes de ir a hacer la prueba, de ahí su vínculo. 

### Defensor Sporting
Debutó el 14 de octubre de 2012 de la mano de Gustavo Díaz en el Estadio Luis Franzini, frente a Racing de Montevideo, partido en el cual tuvo un buen desempeño, Defensor Sporting ganó por 1-0. Ya en la siguiente temporada, en el Campeonato Uruguayo de Fútbol 2013-14 anotó su primer gol en Primera División, el 25 de agosto, ante Peñarol, partido terminó en empate 1-1.
Volvió a marcar el 6 de octubre frente a Cerro Largo y el 7 de noviembre contra Nacional pero esta vez por duplicado, ya que concretó un gol de tiro libre desde 30 metros aproximadamente y otro eludiendo a los jugadores y rematando al llegar al área, este encuentro resultó 5-3 a favor de la viola.
El 11 de marzo de 2014 anotó los dos goles del elenco violeta en la victoria de su equipo 2 a 0 sobre Cruzeiro de Brasil, por la Copa Libertadores 2014, edición en la que llegó a Semifinales y fue pieza clave.

### Brujas
El 27 de agosto de 2014, Gedoz firmó un contrato de dos años y medio con el Club Brujas belga de la Pro League a cambio de un millón de US $ por el 65% de los derechos federativos del jugador. Marcó en su debut para el club el 14 de septiembre, obteniendo el empate en el empate 1-1 en el KRC Genk. 
Gedoz hizo su debut en la UEFA Europa League el 18 de septiembre de 2014, comenzando en un empate 0-0 ante el Torino. Marcó su primer gol en la competencia el 11 de diciembre, logrando el primer gol en una victoria de 2-1 en casa contra HJK a través de un penal.
Logró la Copa de Bélgica en 2014-15, aparte del título de primer nivel en 2015–16 y la Supercopa de Bélgica de 2016. 
El 14 de septiembre de 2016 hizo su debut en la Liga de Campeones de la UEFA, reemplazando a José Izquierdo en una derrota en casa por 0–3 ante el campeón de la Premier League, Leicester City.

### Nacional
En julio de 2020 firmó un contrato de un año con el Club Nacional de Football de la Primera división uruguaya en condición de agente libre. Cuatro meses después regresó a su país para jugar cedido en el Remo, donde continuó una vez finalizado el periodo de cesión. Posteriormente siguió su carrera en el Brasiliense F. C. y el Santa Cruz F. C.

## Clubes
| Club                   | País    | Año       |
| ---------------------- | ------- | --------- |
| Defensor Sporting      | Uruguay | 2012-2014 |
| Club Brujas            | Bélgica | 2014-2017 |
| Athlético Paranaense   | Brasil  | 2017-2019 |
| Goiás E. C. (cedido)   | Brasil  | 2018      |
| E. C. Vitória (cedido) | Brasil  | 2019      |
| Nacional               | Uruguay | 2020-2021 |
| Remo (cedido)          | Brasil  | 2020-2021 |
| Remo                   | Brasil  | 2021-2022 |
| Brasiliense F. C.      | Brasil  | 2022      |
| Santa Cruz F. C.       | Brasil  | 2023      |
| Ypiranga F. C.         | Brasil  | 2023      |
| Castanhal E. C.        | Brasil  | 2024-act. |

## Palmarés

### Torneo regionales
| Título                | Club                 | País   | Año  |
| --------------------- | -------------------- | ------ | ---- |
| Campeonato Paranaense | Athletico Paranaense | Brasil | 2019 |

### Campeonatos nacionales
| Título               | Club              | País    | Año  |
| -------------------- | ----------------- | ------- | ---- |
| Torneo Clausura      | Defensor Sporting | Uruguay | 2013 |
| Copa de Bélgica      | Club Brujas       | Bélgica | 2015 |
| Pro League           | Club Brujas       | Bélgica | 2016 |
| Supercopa de Bélgica | Club Brujas       | Bélgica | 2016 |
| Campeonato Uruguayo  | Nacional          | Uruguay | 2020 |